# La Alberca de Záncara
La Alberca de Záncara es un municipio y localidad española de la provincia de Cuenca, en la comunidad autónoma de Castilla-La Mancha. El término municipal tiene una población de 1531 habitantes (INE 2024).

## Toponimia
El origen del nombre viene dado por los asentamientos árabes, que le dieron el nombre de Alberca, en castellano "el estanque", y Záncara por su proximidad al río homónimo. Hasta la reforma de la nomenclatura municipal de 1916 el municipio se llamaba simplemente La Alberca. En dicha fecha su nombre fue modificado por el de La Alberca de Záncara.

## Geografía
La Alberca del Záncara se sitúa en las proximidades del río Záncara, entre Santa María del Campo Rus, El Provencio, San Clemente y Las Pedroñeras. Presenta un clima de tipo mediterráneo con cierta continentalización, con veranos de altas temperaturas pero grandes oscilaciones, superando raramente los 20 °C de mínima en pleno verano. En invierno suelen sufrir nevadas, sobre todo en los meses de diciembre a marzo, y heladas que rondan los -10 °C.

## Demografía
La Alberca de Záncara cuenta con una población de 1531 habitantes (INE 2024).

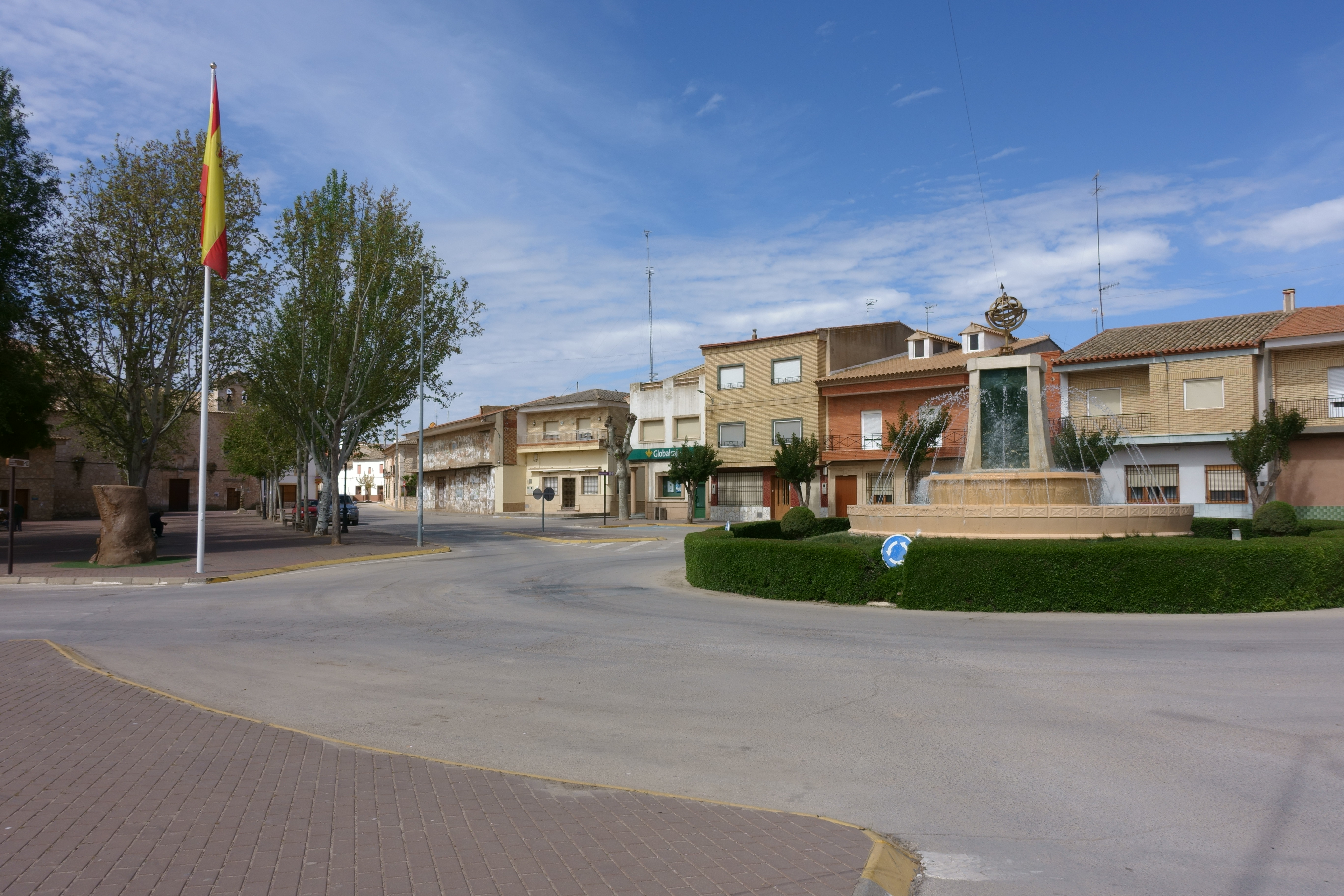
Plaza del Parador

| Gráfica de evolución demográfica de La Alberca de Záncara entre 1842 y 2021                                         |
| |
| Población de derecho según los censos de población del INE Población de hecho según los censos de población del INE |

## Administración y política

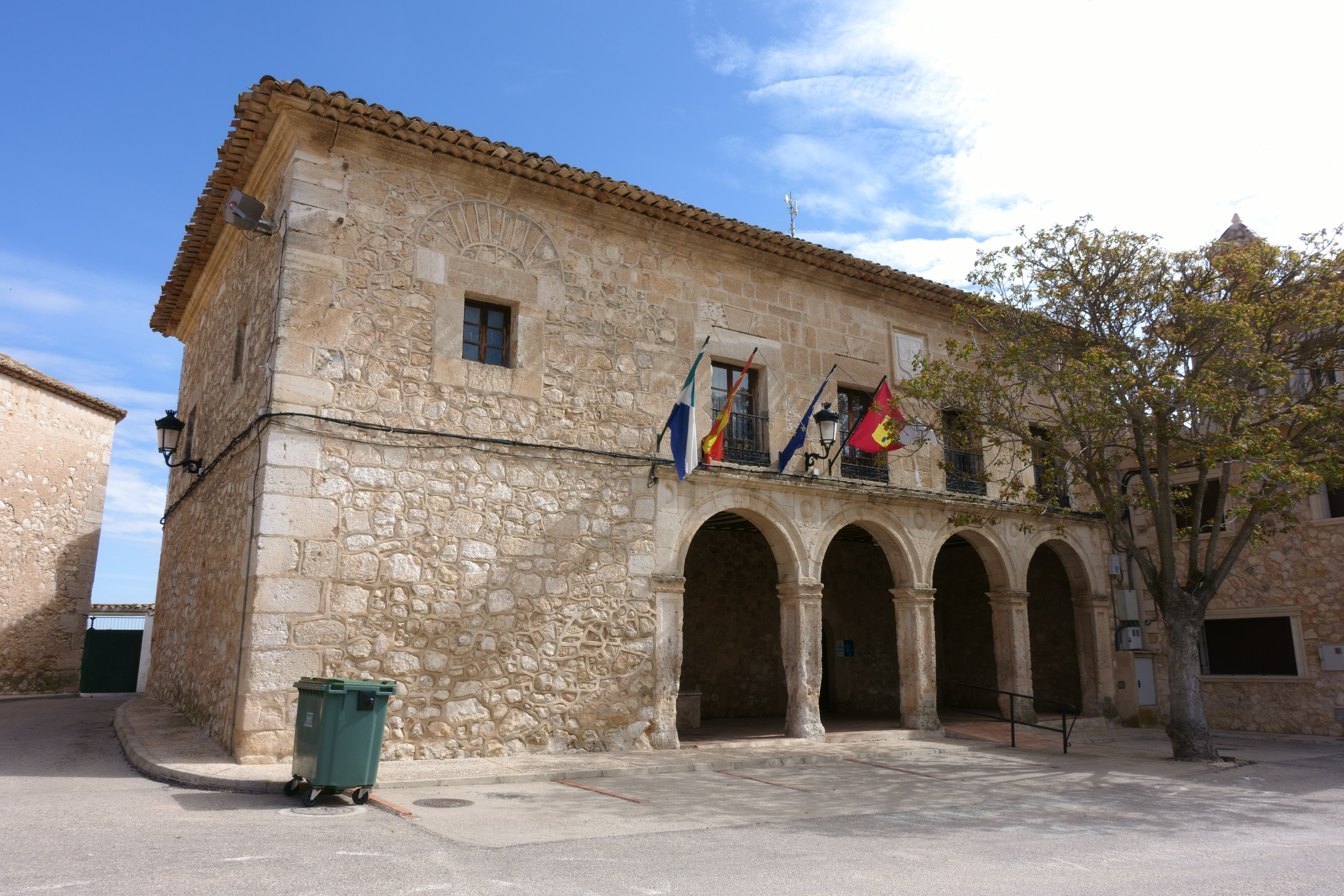
Casa consistorial

| Alcalde                        | Partido político | Año inicio | Año fin |
| ------------------------------ | ---------------- | ---------- | ------- |
| José Blasco Tribaldos          | UCD              | 1979       | 1987    |
| Luis Germán Porras Huerta      | PP               | 1987       | 1995    |
| María del Carmen García Patiño | PSOE             | 1995       | 2015    |
| Francisco Julián Quilez        | PP               | 2015       | ...     |

### Elecciones de mayo de 2015
| Elecciones municipales 24 de mayo de 2015 |                         |       |         |            |
| Partido                                   | Candidato               | Votos | Votos   | Concejales |
| Partido Popular                           | Francisco Julián Quilez | 421   | 42,61 % | 4          |
| Partido Socialista                        | Herminio Tribaldos      | 394   | 39,88 % | 4          |
| Ciudadanos                                | Delfina Camacho         | 151   | 15,28 % | 1          |

## Fiestas

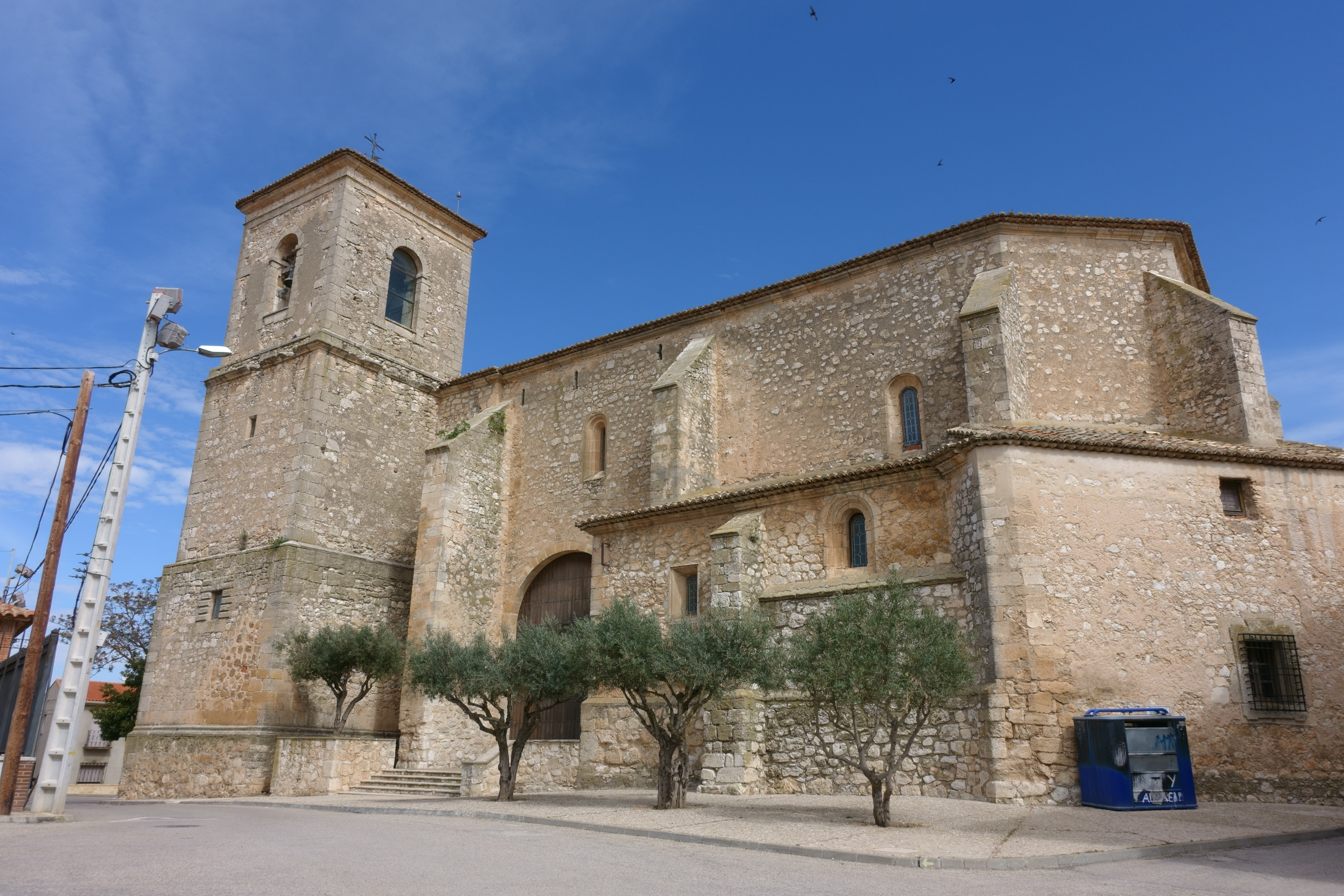
Iglesia de Nuestra Señora de la Asunción

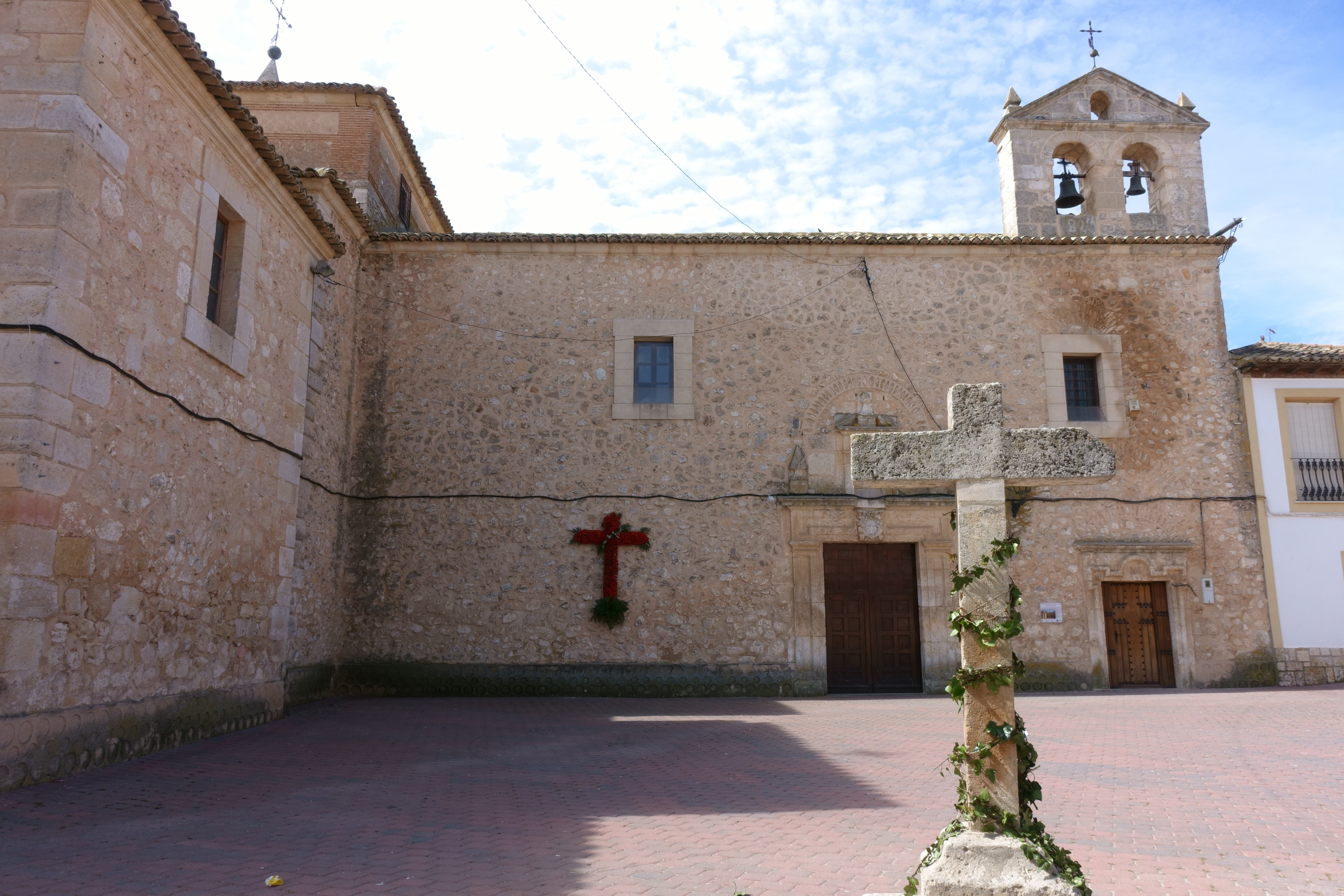
Convento de las Carmelitas

El día 3 de mayo se celebra la Cruz de Mayo. Se va a por San Isidro a su capilla, ubicada en el cerro conocido como La Serrezuela. A continuación se vuelve para el pueblo con San Isidro y Santa María de la Cabeza, en procesión. Al llegar, se recorren varias calles del pueblo con el santo, hasta que se encierra en el Convento, hasta el 15 de mayo, día de San Isidro, en el que se vuelve a sacar en procesión y se regresa con él a su capilla, donde se deja descansar hasta el 3 de mayo del siguiente año.
En La Alberca de Záncara se celebran desde antaño fiestas de Moros y Cristianos, así como la feria, del 13 al 18 de septiembre en honor a la patrona del pueblo: la Santa Cruz, coincidiendo con otros pueblos de la provincia, como Buenache de Alarcón.
Jubileos concedidos de un día al año: para el Convento de Santa Ana, por el papa Inocencio X, el día de la Santísima Trinidad para el Altar de Nuestra Señora de la Fe. Y otro jubileo para el altar de Nuestra Señora del Socorro en el día en que se celebra su fiesta.